# گاوواران
گاوواران (به لاتین: Bovoidea) یک بالاتیره از نشخوارکنندگان سرون‌دار دارای دو تیرهٔ گاوان (Bovidae) و آهوان ختن (Moschidae) است. بالا تیرهٔ گاوواران امروزه تا حدودی با ویژگی‌های دندانی و تشریحی بسیار خاص تعریف می‌شود، و تحقیقات ژنتیکی نشان می‌دهد که آهوان ختن، آرایهٔ خواهر تیرهٔ گاوان است.